# منقاش
المِنْقاش هو أداة تستخدم في النقش على الفولاذ والرخام.